# マイヤーウィッツ家の人々 (改訂版)
『マイヤーウィッツ家の人々 (改訂版)』（The Meyerowitz Stories (New and Selected)）は、ノア・バームバック監督・脚本による2017年のアメリカ合衆国のコメディ・ドラマ映画である。アダム・サンドラー、ベン・スティラー、ダスティン・ホフマン、エマ・トンプソンらが出演する。
第70回カンヌ国際映画祭のコンペティション部門で上映され、パルム・ドールを争った。2017年10月13日よりNetflixで配信が開始された。

## キャスト
括弧内は日本語吹替
- ダニー・マイヤーウィッツ - アダム・サンドラー[4]（森川智之）
- マシュー・マイヤーウィッツ - ベン・スティラー[4]（落合弘治）
- ハロルド・マイヤーウィッツ - ダスティン・ホフマン[4]（羽佐間道夫）
- ジーン・マイヤーウィッツ - エリザベス・マーヴェル[5]（斎藤恵理）
- モリーン - エマ・トンプソン[4]（幸田直子）
- イライザ - グレイス・ヴァン・パタン[5] （清水理沙）
- ジュリア - キャンディス・バーゲン[5] （久保田民絵）
- ロレッタ・シャピロ - レベッカ・ミラー[5] （加藤有生子）
- L・J・シャピロ - ジャド・ハーシュ[5] （清川元夢）
- ランディ - アダム・ドライバー[5] （藤翔平）
- 本人役 - シガニー・ウィーバー[6]（幸田直子）
- 看護師 - マイケル・チャーナス（英語版）[5]
- パム - ガイル・ランキン（英語版）[7]（保澄しのぶ）
- ソーニ医師 - サキナ・ジャフリー（佐藤しのぶ）
- マーカス - ダニー・フラハティ（下川涼）
- ジェームズ - ロナルド・ピート（田所陽向）
- グレン - デヴィッド・クロマー（志賀麻登佳）
- ゲイブ - マシュー・シアー（佐々木啓夫）
- トニー（種市桃子）
- ビクトリア - グレタ・ガーウィグ（櫻庭有紗）
- ゴンザレス医師（宮本誉之）
- ポール - ジェリー・マッツ（堀越富三郎）
- ロビン - ジャスティン・ウィンリー（矢野智也）

日本語版スタッフ 演出：打越領一、翻訳：岡田まゆみ、制作：ACクリエイト

## 製作
主要撮影は2016年3月7日よりニューヨークで始まり、2016年5月9日に完了した。
制作中のこの映画は『Yeh Din Ka Kissa』（ヒンディー語で「この日の物語」という意味）という仮題が付けられていた。

## 公開
2017年4月、Netflixが配給権を獲得した。ワールド・プレミアは2017年5月21日にカンヌ国際映画祭で行われ、4分のスタンディングオベーションを受けた。『オクジャ/okja』とともに、ウェブ配信の作品としては初めて出品されたものの、フランスでの劇場公開が確約されなかったことによる現地興行界からの反発や、審査員長を務めた映画監督のペドロ・アルモドバルが記者の質問に対する形で「個人的には、劇場公開される予定のない映画は、最高賞パルム・ドールのみならず、他のどんな賞を受賞するべきではないと考える」との発言をするなど、大きな波紋を呼んだ。アルモドバルはのちに自らの発言を撤回し、公正な審査を行うと宣言した。主催者側は「コンペティション部門に出品される作品はフランス国内で劇場公開された作品でなければならない」という規定を来年度より適用すると発表した。
2017年10月13日より配信が開始された。

### 批評家の反応

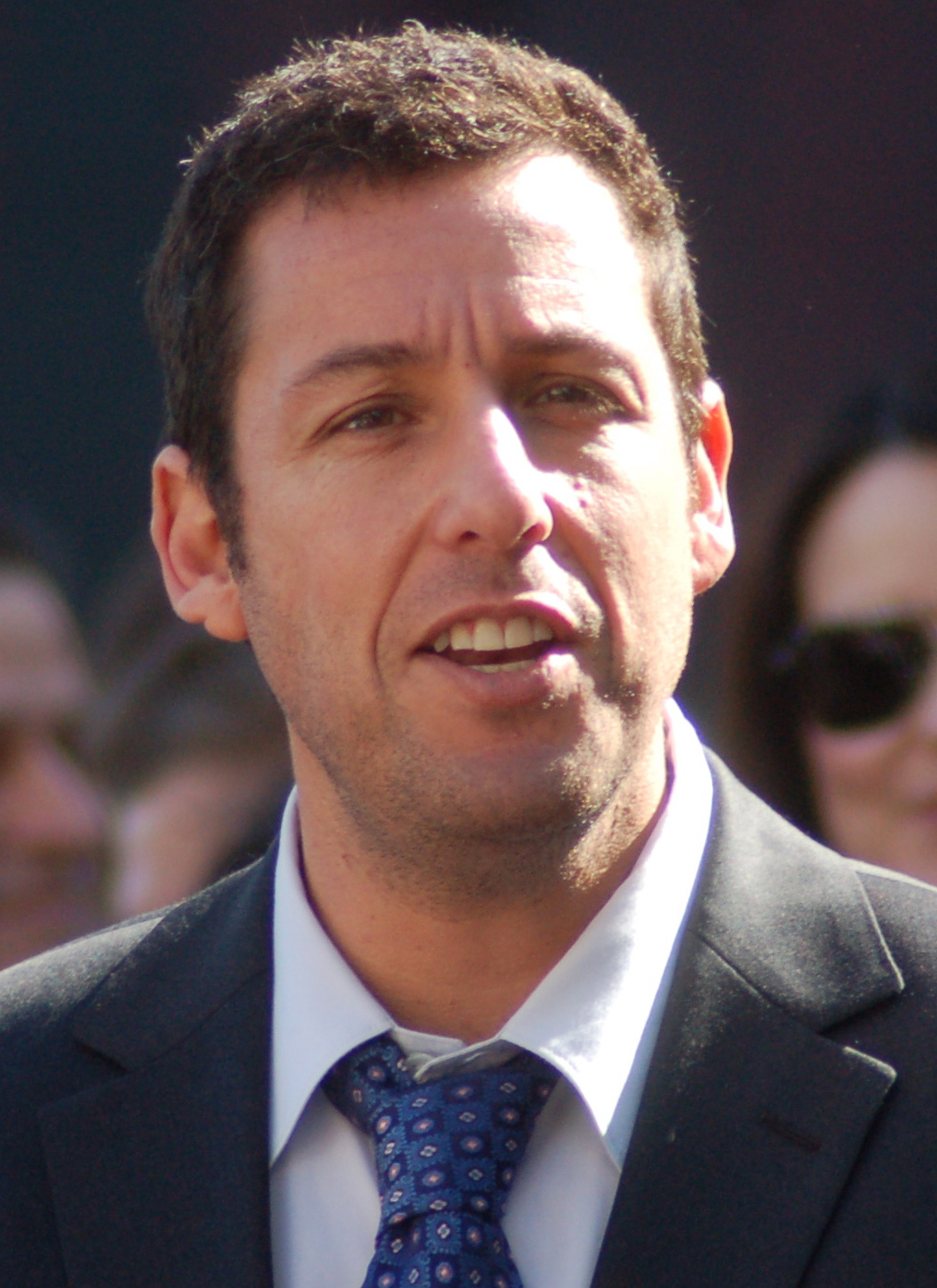
アダム・サンドラーの演技は評論家に賞賛された。

カンヌ国際映画祭でのプレミアは好評であり、バームバックの脚本と俳優たち、特にサンドラーとホフマンの演技が賞賛された。レビューアグリゲーターのRotten Tomatoesでは41件のレビューで支持率は88%、平均点は7.5/10であり、「『マイヤーウィッツ家の人々（改訂版）』は脚本・監督のノア・バームバックほろ苦いレンズと素晴らしいキャストの印象的な努力を通して家族のダイナミックさを観察している」とまとめられた。またMetacriticでは14件のレビューで加重平均値は77/100で「概ね好評価」と示された。
『バラエティ』のピーター・デブグラはこれまでで最高のNetflix映画であると評し、サンドラーの演技を賞賛した。